# 이조 상노비사
이조 상노비사는 1975년 공개된 대한민국의 영화이다.

## 배역
- 신성일
- 최정민
- 문오장